# Бондар-Білгородський Андрій Ісакович
Андрій Ісакович Бо́ндар-Білгоро́дський (18 серпня 1910, Летичівка, Російська імперия— 5 листопада 1987, Дніпропетровськ, УРСР, СРСР) — український радянський театральний актор і режисер. Народний артист Української РСР (1969).

## Біографія
Народився 5 [18] серпня 1910 року в селі Летичівці (нині Уманський район Черкаської області, Україна). Упродовж 1927—1928 років працював у Театрі студійних постановок у Києві. 1936 року закінчив Київський інститут театрального мистецтва, після чого працював у Дніпропетровському українському музично-драматичному театрі. Член ВКП(б) з 1940 року.
Помер у Дніпропетровську 5 листопада 1987 року.

## Творчість
зіграв ролі
- Скорик («Сватання на Гончарівці» Григорія Квітки-Основ'яненка);
- Писар («Майська ніч» Михайла Старицького за Миколою Гоголем);
- Редька, Кирило Сергійович («В степах України», «Пам'ять серця» Олександра Корнійчука);
- Лундишов («Годинникар і курка» Івана Кочерги);
- Глоба («Російські люди» Костянтина Симонова);
- Князь («Ханума» Овксентія Цагарелі);
- Бом («Інтерв'ю в Буенос-Айресі» Генріха Боровика);

поставив вистави
- «Дві сім'ї» Марка Кропивницького;
- «Дванадцята ніч», «Багато галасу даремно» Вільяма Шекспіра;
- «Повія», «Лимерівна» за Панасом Мирним;
- «Хто сміється останнім» Кіндрата Кропиви;
- «Фараони» Олексія Коломійця.
- «Над Дніпром» Олександра Корнійчука;
- «Овід» за однойменним твором Етель Войнич.

## Відзнаки
- Народний артист УРСР з 1969 року;
- Орден Леніна.